# TYK Promotion
株式会社TYK Promotion（ティーワイケイ プロモーション、英: TYK Promotion CO.,LTD.）は、日本の芸能事務所。
主に声優やタレントのマネージメントを行う。

## 概要
2010年4月1日にYO!YO!YOSUKEによって設立された。
2018年2月16日に株式会社TYK Promotionとして法人化。
2021年に放送されたアニメ『シキザクラ』ではTYK Promotion所属の声優が多く起用された。

## 所属声優・タレント
- YO!YO!YOSUKE
- 茉白実歩
- 中元大介
- 落合菜月
- 日下真尋
- イヲリ
- 守瀬以祐

## 業務提携タレント
- 市川智也
- 里中ユウスケ
- 村田将
- 横井三千
- 佐野俊輔
- 伊藤玄紀
- 岩波あこ
- 辻幸平
- 福田勝明
- 長岡けいたろう
- 尾澤真紀
- 鈴木孝浩
- Swind
- リーマン夫婦
- どえりゃ～夫婦
- 鈴村一也
- 野田雄大（演劇組織KIMYO）
- 古田優人
- 櫻木かりん

## かつて所属していた主な声優・タレント
- 矢方美紀（現所属：Wonder Space）
- 米山伸伍（現所属：アミュレート）
- 水上翔斗
- 石井七瀬
- 野田つばさ
- 津田莉玖（現所属：バーサス・プロダクション）
- 坂崎絵理
- 新井ユウト（現所属：STAR FLASH）
- 津田朱夏
- 神木美香
- 一颯こはる
- 上村楓香
- 黒ヰれな
- 小森美加
- 清水陽介
- 鈴木麻由
- 韮山蒼太
- 花井里沙
- 藤田えみ
- 宮代悠加
- みきを
- 藤猿